# Dimethylmalonitril
Dimethylmalonitril ist eine organische Verbindung aus der Gruppe der Nitrile. Es ist ein Derivat des Malonitrils mit zwei zusätzlichen Methylgruppen.

## Reaktionen
Dimethylmalonitril eignet sich als Quelle von Cyanogruppen in der Herstellung von aromatischen Nitrilen. Dazu wird es in Tetrahydrofuran mit Grignard-Verbindungen oder Lithiumorganylen umgesetzt, welche wiederum leicht aus bromierten oder iodierten Aromaten zugänglich sind. Ähnlich können aromatische Boronsäuren in Nitrile umgewandelt werden. Dazu werden sie mit Dimethylmalonitril und Caesiumcarbonat umgegesetzt, zusätzlich kommt Bis(cyclooctadien)rhodium(I)-chlorid als Katalysator zum Einsatz.